# Ягдпантер
Ягдпантер (на немски: Jagdpanther или ловна пантера) е самоходно противотанково оръдие проектирано и произвеждано в Германия по време на Втората световна война. Доброто съотношение на мощността на двигателя към общата маса го правят много маневрен. Мощното оръдие му позволява унищожаването на всеки съюзнически танк. Ниският профил позволява лесно прикриване, а използването на шасито на Пантера гарантира малко на брой механични проблеми, по-лесен ремонт, и използване на вече налични поточни линии. До края на войната Ягдпантер се доказва като ефективно оръжие.

## Разработка
На 3 август 1942 г. е поръчано тежко самоходно противотанково оръдие, базирано на шасито на новия среден танк VK 30.02 (по-късно станал известен като Пантера). Началното му име е SdKfz 173 (Sonderkraftfahrzeug, в превод: машина със специално предназначение). По първоначални планове въоръжението трябва да включва 88 mm оръдие, картечница MG42 и два 9 mm картечни пистолета MP40. Тъй като производството на шаситата на Пантера още не е започнало (първото се очаква през януари 1943 г.), в заводите Круп монтират оръдието на модифицирано шаси на Панцер IV. Изработени са два модела, един в мащаб 1:10 и един в мащаб 1:1. Предвидена е 80 mm челна броня и 50 mm странична.
На 5 януари 1943 г. са уточнени тактико-техническите характеристики на машината. Фирмата Даймлер-Бенц получава задачата да увеличи дебелината на челната броня на 100 mm, на страничната до 60 mm (разположени под ъгъл 55°), а на горната и долната броня – до 30 mm. Оръдието трябва да се сваля лесно, за да се осигури достъп при ремонт на управлението и трансмисията. За водача са предвидени два перископа, на мястото на защитените от бронестъкло амбразури. Предвидени са и бойници в корпуса, за стрелба с ръчно стрелково оръжие. Увеличаването на бронята е изискано от Адолф Хитлер, който настоява и за използване на новото шаси на Пантера II, но на 4 май 1943 г. това решение е променено в полза на вече доказалото се шаси на Пантера.
През септември 1943 г. е завършен първият Ягдпантер. Той разполага с 80 mm челна броня, 50 mm странична горна и долна челна броня, 40 mm странична долна и задна броня, 30 mm горна броня и 25 mm броня на отделението на двигателя. За да се побере оръдието, страните са разширени, за да осигурят просторна вътрешност, като в същото време се запазва ниският профил. Както Пантера модел G (Ausführung или накратко Ausf., в превод: версия, модел), така и Ягдпантер е със странична броня с увеличен наклон. С това се постига по-голяма защитеност на танка и унифицираност на производството.
88 mm оръдие има хоризонтален ход от 11 градуса, вместо планираните 14. Вертикалният му ход е от -8 до +14 градуса.
Модификациите започват преди самото производство. От битката при Курск се правят важни изводи относно защитимостта на танковете срещу пехота. Това води до смяната на картечницата MG42, разположена в отвор на челната броня (което ограничава ъгъла ѝ на стрелба), с MG34 разположена на кръгъл лафет. Броят на снарядите е увеличен от 50 на 60 и екипажът е намален от 6 на 5 души: командир, мерач, механик водач, радист и пълнач (премахнат е другият пълнач).
Производството започва в началото на 1944 г. Месечното производство се планира на 100 броя (трябва да се постигне до юни 1945 г.). През януари 1945 г. е достигнато най-голямото произведено количество от 72 ягдпантера.

## Серийно производство и развитие
Около 415 ягдпантера са произведени в периода 1944 – 1945 г. Според някои източници през април и май 1945 г. са произведени няколко допълнителни броя, съответно между 21 и 25, и между 4 и 8. Към този брой могат да бъдат добавени два прототипа, с означения V101 (завършени през октомври 1943 г.) и V102 (завършен на 17 ноември 1943 г.).
Производството е поверено на завода Mühlenbau und Industrieaktiengesellschaft в Брауншвайг. С това започват и допълнителни модификации на дизайна. Добавени са гранатомети Nahverteidigungswaffe с 30 гранати. През февруари е премахнат левият перископ на водача и е добавена кука в задната част, за извличане от бойното поле. През септември се спира поставянето на покритие от цимерит и се поставят искрогасители (Flammvernichter) на ауспусите. През октомври са въведени редица модификации, сред които: кожухът на оръдието се прикрепя към челната броня с осем болта и е премахнат задният амортисьор (също и при Пантера). В края на войната, за да се осигури място за още два снаряда (от 57 до 59), са преподредени слотовете за складиране на муниции.
Първите произведени модели са снабдени с оръдие Pak 43/2 (с монолитна цев – от една част), кожухът е малък и е заварѐн към челната броня. Тази версия е произвеждана до октомври 1944 г. През май оръдието е заменено с Pak 43/3 L/71 (цевта е от две части), лафетът и противооткатните устройства са опростени, което подобрява донякъде характеристиките му. Pak 43/2 продължава да се монтира паралелно с новия модел до октомври 1944 г.
На базата на изброените модификации се отличават три основни вида ягдпантери:
1. ранен модел – оръдие Pak 43/2 с единична цев, кожухът е заварен към корпуса и има два перископа за водача;
2. среден модел – оръдие Pak 43/3 с цев от две части, кожухът е заварен към корпуса и има един перископ за водача;
3. късен модел – оръдие Pak 43/3 с цев от две части, кожухът е закрепен с болтове към корпуса.

Заради американските бомбардировки, производството е поверено на още две фирми, Maschinenfabrik-Niedersachsen в Хановер и Maschinenbau und Bahnbedarf в Потсдам-Древиц.
Таблица за производството на ягдпантери по месеци и фирми.
| месец | MIAG          | MNH       | MBA     | общо            |
| 1943 г. | 1943 г.       | 1943 г.   | 1943 г. | 1943 г.         |
| --- | ------------- | --------- | ------- | --------------- |
| октомври | прототип V101 | –         | –       | 1               |
| ноември | прототип V102 | –         | –       | 1               |
| декември | –             | –         | –       | -               |
| 1944 г. |               |           |         |                 |
| януари | 5             | –         | –       | 5               |
| февруари | 7             | –         | –       | 7               |
| март | 8             | –         | –       | 8               |
| април | 10            | –         | –       | 10              |
| май | 10            | –         | –       | 10              |
| юни | 6             | –         | –       | 6               |
| юли | 15            | –         | –       | 15              |
| август | 14            | –         | –       | 14              |
| септември | 21            | –         | –       | 21              |
| октомври | 8             | –         | –       | 8               |
| ноември | 35            | 20        | –       | 55              |
| декември | 37            | 14        | 16      | 67              |
| 1945 г. |               |           |         |                 |
| януари | 35            | 35        | 2       | 72              |
| февруари | 22            | 20        | –       | 42              |
| март | 32            | 13        | 7       | 52              |
| април | 3             | 10?       | 12?     | 25? (21 – 25)   |
| май | ?             | ?         | ?       | 8? (4 – 8)*     |
| Общо | 270           | 102 (112) | 25 (37) | 397 (415 – 427) |
| Есента на 1945 г. 3** |               |           |         |                 |
| * няма сигурни източници, че производството продължава през май ** сглобени от британците след войната ? няма точни данни за производството |               |           |         |                 |

## Техническо описание

### Корпус
Корпусът на Ягдпантер е с тегло 17 000 кг. Стените му са силно наклонени, което спомага за разсейването на кинетичната енергия на противниковите снаряди. Челната горна броня е с дебелина 80 mm и под наклон от 55°, долната е със същия наклон и дебелина 50 mm, страничната е 50 mm и наклон 30°, в областта на двигателя тя намалява до 40 mm. Задната част на оръдейната кула е 40 mm и е с наклон 35°. Вертикалните страни на шасито са с дебелина 40 mm. Съществува известно разминаване между данните от проекта и измерванията извършени върху пленени или унищожени машини от руснаците (отбелязани в скоби). Покривът на отделението на двигателя е 25 mm (13 mm), покрива на бойното отделение също е 25 mm (13 mm) с наклон 7°, а подът е 16 mm (13 mm) с подсилена предна част от 25 mm (20 mm).
При производството е използван стандартният корпус на танка Пантера модел G. Той разполага с тахометър (0 – 3500 об/мин.), термометър към системата за охлаждане (40 – 120 градуса), манометър за налягането на маслото (до 12MPa), скоростомер, компас и часовник.
В предната част на машината се намират водачът (ляво) и картечар-радиооператорът (дясно). В средната част (бойното отделение) се намират останалите трима членове на екипажа – пълнач, стрелец и командир. При Ягдпантер липсва купол (характерна особеност на самоходните противотанкови оръдия) и усилията са насочени към изработване на единно отделение за екипажа, защитено от дебела броня. Това решава и проблема с поставянето на голямото противотанково оръдие. В горната част има два люка, използвани от екипажа. В задната част има още един. Той се използва за евакуация, изхвърляне на изстреляните гилзи, попълване на боеприпасите и демонтаж на оръдието. В задната част се намира и отделението на двигателя.

### Ходова част
Шасито на Ягдпантер е базирано на Пантера модел G (Panzerkampfwagen V Ausf.G). То разполага с осем опорни ролки от всяка страна независимо свързани с торсионните валове. Втората и седмата са свързани с хидравлични амортисьори Siepmann HT 90. Това продължава до края на 1944 г., когато задният е премахнат (също и при Пантера). Ролките от лявата страна са наклонени напред, а тези от дясната са разположени вертикално. Това се прави, за да се осигури равномерно разположение на торсионните валове и поддържане на еднаква дължина на веригата от двете страни на машината. На всяка ролка са разположени по две колела. При тези с нечетни номера колелата са близко едно до друго, а при тези с четни номера колелата са раздалечени и се припокриват с нечетните. Това разположение позволява разширяване на контактната зона между веригата и земята, и намалява налягането върху почвата. Припокриването осигурява допълнителна защита на долната част на шасито срещу противникови снаряди. Външните колела са с диаметър 860 mm, широки са 100 mm и са гумирани. Осите им са разположени на равно разстояние от 560 mm.
Ягдпантер разполага още с водещо колело и паразитно колело. Първото е двуредово зъбно колело със 17 зъба и диаметър 878 mm. Паразитното колело е разположено в задната част, направено е изцяло от стомана и разполага с механизъм за обтягане на веригата. При изработените прототипи то е с диаметър 600 mm, а при всички серийни модели 650 mm.
Всички ягдпантери използват вериги Kgs 64/660/150, проектирани и произвеждани от Moorburger Trackenwerke в Хамбург-Морбург. Те са широки 660 mm, а звената (86 на брой, 87 от октомври 1944 г.) им се свързват с щифтове с диаметър 20 mm и дължина 555 mm. Зоната на контакт между веригата и земята е с дължина 3920 mm.

### Въоръжение
В началото основното въоръжение на Ягдпантер е 88 mm оръдие Pak 43/2, по-късно заменено от 88 mm оръдие Pak 43/3 (88 mm StuK 43) L/71. И двете представляват силно специализиран вариант на тежкото противотанково оръдие Pak 43. Дължината на цевта е 6248 mm (71 калибър), а общата дължина е 6595 mm. Във вътрешността на цевта има 32 прави нареза с дълбочина 1,2 mm и ширина 5,04 mm. Противооткатният механизъм е хидравличен с нормален откат от 380 mm и максимален откат от 580 mm (при достигането му се налага преустановяване на стрелбата). Теглото на оръдието е 2265 кг.
Боеприпасите за оръдието включват бронебойните PzGr 39/1 (тегло 10,2 кг и начална скорост от 1000 m/s), PzGr 40/43 (тегло 7,5 кг и начална скорост от 1130 m/s) и фугасни SprGr 43 (тегло 9,4 кг и начална скорост от 750 m/s) снаряди. Основният вид боеприпаси за оръдието са първите. В таблицата могат да се видят някои основни данни.
| Пробиване на броня наклонена на 30° | Пробиване на броня наклонена на 30° | Пробиване на броня наклонена на 30° | Пробиване на броня наклонена на 30° | Пробиване на броня наклонена на 30° | Пробиване на броня наклонена на 30° |
| Вид снаряд \ Разстояние             | 100 m                               | 500 m                               | 1000 m                              | 1500 m                              | 2000 m                              |
| ----------------------------------- | ----------------------------------- | ----------------------------------- | ----------------------------------- | ----------------------------------- | ----------------------------------- |
| PzGr 39/1                           | 203 mm                              | 185 mm                              | 165 mm                              | 148 mm                              | 132 mm                              |
| PzGr 40/43                          | 237 mm                              | 217 mm                              | 193 mm                              | 171 mm                              | 153 mm                              |

Допълнителното въоръжение включва картечница MG34, калибър 7.92, с 600 патрона (8 ленти). Тя е разположена на сферичен лафет Kugelblende 80, паралелно на оръдието, който позволява хоризонтален ход от 5 градуса в двете посоки и вертикален ход от -10 до +15 градуса. Разполага с оптичен прицел с възможност за 1.8-кратно увеличение.
Ягдпантер разполага с гранатомети, Nahverteidigungswaffe, за близък бой, които могат да изстрелват осколъчни (Sprenggranatpatrone 326Lp), димни (Schnellnebenkerzen 39), сигнални (Rauchsichtzeichen Orange 160) или осветителни (Leuchtgeschossen R) гранати. Те са с фиксиран ъгъл от 50 градуса и далекобойност от 100 метра.

### Двигател
Ягдпантер се задвижва от двигател Майбах HL230 P30, произвеждан от Майбах във Фридрихсхафен и Auto-Union AG в Кемниц. Той е V-образен, 12-цилиндров и се захранва от четири двойни двукамерни карбуратора Solex 52 FFJ II D, с низходящ поток. Всеки от тях се състои от два карбуратора, единият работи постоянно, а другият се включва от автоматичен регулатор при достигане на 1800 об/мин от двигателя. Също така той гарантира, че няма да бъдат прехвърлени 3000 об/мин, което увеличава неговия живот. Горивото се осигурява от две горивни помпи Solex PE 1843. Двигателят е с капацитет 23 095 см³, тегло от 1280 кг, 700 к.с. (515 kW) при 3000 об/мин и може да поддържа 600 к.с. (441 kW) при 2500 об/мин.
Двигателят разполага с два комбинирани двуетапни въздушни филтъра Kombinations-Verbrennungs-Luft. В първата фаза са разположени сухи филтри Zyklon (2 комплекта от по 12), а при втората фаза се преминава през маслен филтър. Това осигурява премахване на 99% от замърсителите преди подаването на въздуха в карбуратора. Подобна ефективност има цена. Филтърът трябва да се изважда и почиства основно на всеки 1000 km, или на 250 km, ако теренът е тежък и прашен.
Ягдпантер разполага с автоматична противопожарна система в отделението на двигателя. При достигане на температура 160 °C се отваря клапа и се впръскват, в продължение на 7 секунди, три струи с гасителна смес към горивната помпа, карбураторите и електрическия стартер. Ако сензорът отчете висока температура, процедурата се повтаря.

### Скоростна кутия
Скоростната кутия е АК 7 – 200, проект на Zahnradfabrik Friedrichshafen. Произвеждана е от техния филиал във Валдверк Пасау, както и Ланц в Манхайм и филиала на Щайр-Даймлер-Пух в Грац-Торндорф. Тя разполага със седем предни и една задна скорост, като втора и седма са синхронизирани. Превключването на скоростите се осъществява в маслена среда.

### Радио
Ягдпантер разполага с радио FuG5, което се състои от 10 W предавател и УКВ приемник. То работи в диапазона от 27,2 до 33,3 Mhz и позволява безжична комуникация до 6,4 km (глас) и 9,4 km (морзова азбука). Батерии осигуряват необходимото захранване от 12 V. Използва се стандартна танкова радио антена Stabantenne, с дължина 2 m, монтирана в горния десен ъгъл на отделението на екипажа. Командната версия Befehlspanzer разполага с втора антена, разположена огледално на първата (в горния ляв ъгъл). Тя е Sternantenne D, с дължина 1,8 m, която е свързана с радио FuG8. То разполага с по-мощен 30 W предавател и приемник на средни вълни. Това радио работи в диапазона от 0,83 до 3,023 Mhz и позволява комуникация с използване на морзовата азбука до 80 km.

## Бойна служба
Ягдпантер получават 519-и, 559-и, 560-и, 563-ти, 616-и, 654-ти и 655-и тежки противотанкови батальони (519-и, 560-и и 655-и разполагат само с една рота от тях). Също така стават част от 9-а и 4-та танкова дивизия и от танковите дивизии Хоенщауфен и Фрундсберг на Вафен-СС.

### Западен фронт

#### 654-ти тежък противотанков батальон
Първите произведени Ягдпантер стават част от 654-ти тежък противотанков батальон, формиран през август 1943 г. През януари следващата година пристигат първите пет броя, а на 28 април – още осем. Съгласно организационната доктрина в този период всяка рота в батальона разполага с 14 стандартни машини и два Panzerbefehlswagen – командни версии на Ягдпантер, разполагащи с допълнителна радиостанция. Получените танкове не са достатъчни за пълното окомплектоване на батальон. Сформирани са три роти. На 15 юни осем машини от втора рота са изпратени към Нормандия, където стават част от елитната танкова дивизия Лер. На 17 юни са последвани от останалата част на втора и цялата трета рота, които стават част от 47-и танков корпус.
В края на юли 1944 г. група от три Ягдпантер, командвани от капитан Фридрих Лудерс от 654-ти тежък противотанков батальон, спасяват немска 7-а армия от обкръжение. Срещу 15-а шотландска дивизия германците разполагат само с отслабената 326-а пехотна дивизия. Бойна група Лудерс атакува близо до Ле Лож, където унищожават ескадрон танкове Чърчил Мк IV, принадлежащи на 6-а гвардейска танкова бригада. За две минути са унищожени единадесет британски танка. Атаката продължава и ягдпантерите атакуват механизирана колона, поддържана от два танка. Две съюзнически пехотни роти са унищожени. След продължителни бомбардировки съюзниците подновяват офанзивата си на 3 август. Бойна група Лудерс унищожава шестте танка, поддържащи настъплението на 15-а шотландска дивизия. Според доклада на командира на 47-и танков корпус по време на боевете в Нормандия 654-ти тежък противотанков батальон (част от втора и цялата трета рота) унищожава 25 съюзнически танка, като губи две нормални и един команден Ягдпантер.
През последните дни на ноември 1944 г. 654-ти тежък противотанков батальон (вече част от група армии G) взема участие в боевете в Елзас, където унищожава 52 противникови машини и губи 18. Според доклада на щаба на 64-ти корпус за боевете в Горен Елзас до 29 януари батальона има регистрирани 102 унищожени и 11 повредени противникови танка, унищожава 11 бронирани и 40 други превозни средства, както и 29 артилерийски оръдия.

#### 559-и тежък противотанков батальон
559-и тежък противотанков батальон получава първите два ягдпантера през март 1944 г. Още пет пристигат през май, единадесет през август, а на 17 септември още седемнадесет, общо 35. Този батальон става част от група армии B, разположена в Холандия. Участва в боевете край Утрехт и Алберт канал. До 1 ноември само шест ягдпантера са в бойна готовност. Батальонът взема участие и в Арденската офанзива на германската армия (декември 1944 – януари 1945 г.). През първите дни той служи като резерв, а по-късно става част от бойна група Фон Посингер. Няколко ягдпантера са загубени по време на бойните действия.

#### Други
През лятото на 1944 г., в Panzerjaegerschule в Милау е сформиран отново унищоженият на Източния фронт 519-и тежък танков батальон. Две роти са снабдени с Щурмгешюц 40, а третата рота с Ягдпантер. Батальонът се бие на Западния фронт като част от група армии G. На този фронт действат още два батальона – 560-и и 655-и. Преди офанзивата в Ардените те са екипирани с по една рота ягдпантери. Всички формации, участвали по време на тази операция, губят поне половината от наличната си бронетехника. Например, в края на 1944 г. 654-ти батальон разполага едва с 56% от необходимите машини.

### Източен фронт
На Източния фронт представянето на Ягдпантер не е толкова убедително. През януари 1945 г. на изток оперират десет машини от 563-ти и 616-и батальон. Първият Ягдпантер е спешно прехвърлен на този фронт и се сражава в района на Грудуска и Цихенау, а след това защитава Олщин. Разбитият батальон се изтегля в Източна Прусия, където е окончателно унищожен. 3-та рота от 616-и батальон действа в района на Бидгошч и Мирославец (Меркиш-Фридленд).

## Оцелели
Три оцелели ягдпантера са възстановени до работно състояние. Германските музеи в Мунстер и Кобленц имат по една машина. Фондацията SDKFZ в Англия възстановяват един Ягдпантер, на базата на два повредени.
До днес има известни седем други оцелели ягдпантера. Те са изложени в следните музеи:
- Имперски военен музей, Лондон
- Танков музей в Сомюр, Франция
- Артилерийски музей на американската армия, Абърдийн, Мериленд
- Танков музей Бовингтън, Англия
- Танков музей Кубинка, Москва, Русия
- Автомобилен и технически музей Зинсхайм, Зинсхайм, Германия
- Танков музей Тун, Тун, Швейцария

## В игри
Заради външния си вид, Ягдпантер присъства на обложката на играта Панцерблиц.
Ягдпантер е част от множество компютърни игри – стратегии в реално време, танкови симулатори и самолетни симулатори (в ролята на цели). Някои от най-известните са Blitzkrieg, Sudden Strike и Company of Heroes: Opposing Fronts.